# عبد العزيز ناصر الشامسي
عبد العزيز ناصر الشامسي يشغل منصب سفير الإمارات لدى إيطاليا. ولد الشامسي في إمارة عجمان بدولة الإمارات العربية المتحدة عام 1956. حصل على درجة البكالريوس في التجارة من جامعة القاهرة عام 1980 وهو متزوج وله ستة أبناء.

## العمل الدبلوماسي
- عين بالسلك الدبلوماسي والقنصلي بدرجة سكرتير ثالث اعتبارا من 1 سبتمبر 1980 وأُلحق بالإدارة العامة للشؤون السياسية.
- إنقـل إلى سفارة دول الإمارات / بروكسل اعتبارا من 4 مارس 1982.
- رقــي إلى درجة سكرتير ثاني اعتبــارا من 15 نوفمبر 1982.
- نقل إلى سفارة الدولــة / تونس اعتبارا من 28 يوليو 1984.
- نقل إلى الوفد الدائم لدولة الإمارات لدى المقر الأوروبي للأمم المتحدة / جنيف اعتبارا من 22 مارس 1985.
- رقي إلى درجة سكرتير أول اعتبارا من 16 فبراير 1986.
- رقي إلى درجـة مستشار اعتبارا من 30 ديسمبر 1989.
- تولى القيام بأعمال الوفد الدائم بصفة مؤقتة في حالة غياب المندوب الدائم.
- نقـل إلى ديوان عـام الـوزارة في 1 أكتوبر 1990.
- عين نائبا لمدير إدارة الوطن العربي في 13 أكتوبر 1990.
- رقي إلى درجة وزير مفوض بلقب سفير اعتبارا من 21 يناير 1991.
- عين سفيرا فوق العادة ومفوضا لدى جمهورية البرازيل الاتحادية للفترة من 14 يونيو 1991 ولغاية 5 أكتوبر 1994.
- عين سفيرا غير مقيم لدى جمهورية الأرجنتين للفترة من 22 إبريل 1993 ولغــاية 5 أكتوبر 1994.
- عين سفيرا غير مقيم لدى جمهورية تشيلي للفـترة من 9 ديسمبر 1993 ولغاية 5 أكتوبر 1994.
- نقل إلى ديوان عام الوزارة في 6 أكتوبر 1994.
- عين سفيرا فوق العادة ومفوضا لدى الجمهورية الفرنسية للفترة من 7 مارس 1995 ولغاية 25 أغسطس 1999
- عين مندوبا دائما للدولة لدى منظمة الأمم المتحدة للتربية والعلوم والثقافة وقدم أوراق اعتماده في 7 إبريل 1995 ولغاية 25 أغسطس 1999.
- عين سفيرا غير مقيم لدى الاتحاد السويسري وقدم أوراق اعتماده في 23 مايو 1997 ولغاية 25 أغسطس 1999
- رقي إلى درجة سفير في 20 يوليو 1997
- عين مديرا لإدارة المنظمات والمؤتمرات الدولية بالديوان العام في 20 مايو 2000.
- عين مندوبا دائما لدولة الإمارات لدى الأمم المتحدة في 14 سبتمبر 2001 وحتى يوليو 2007.
- عين مديرا لإدارة المراسم بوزارة الخارجية في أغسطس 2007 وحتى 2008.
- عين سفيرا لدى جمهورية إيطاليا في 2008 وحتى الآن.

## المشاركة في الاجتماعات والمؤتمرات
- شارك في العديد من الاجتماعات والمؤتمرات على المستوى الإقليمي والدولي.

## الأوسمة التي تقلدها
- تقلد وسام الاستحقاق الوطني الفرنسي برتبة ضابط بتاريخ 1 ديسمبر 1999 من رئيس الجمهورية الفرنسية تقديرا لجهوده التي بذلها في مجال تدعيم العلاقات بين الإمارات وفرنسا.
- تقلد وسام المنتدى برتبة الصليب الكبير من رئيس جمهورية البرازيل الإتحادية في 27 أكتوبر 1994 بصفته المعلم الأكبر «منتدى ريو برانكو».

## المرجع
http://www.un.int/uae/CV-A.htm